# Beloslav
Beloslav (búlgaro: Белослав) é uma cidade da Bulgária, localizada no distrito de Varna. A sua população era de 7.937 habitantes segundo o censo de 2010.

## População
| Beloslav | Beloslav | Beloslav | Beloslav | Beloslav | Beloslav | Beloslav | Beloslav | Beloslav | Beloslav | Beloslav | Beloslav | Beloslav | Beloslav | Beloslav | Beloslav | Beloslav | Beloslav | Beloslav | Beloslav |
| --- | -------- | -------- | -------- | -------- | -------- | -------- | -------- | -------- | -------- | -------- | -------- | -------- | -------- | -------- | -------- | -------- | -------- | -------- | -------- |
| Ano | 1887     | 1910     | 1934     | 1946     | 1956     | 1965     | 1975     | 1985     | 1992     | 2001     | 2002     | 2003     | 2004     | 2005     | 2006     | 2007     | 2008     | 2009     | 2010     |
| População |          |          |          | …        | …        | …        | …        | 8,365    | 7,970    | 8,058    | 8,071    | 8,006    | 7,978    | 7,962    | 7,972    | 7,946    | 7,979    | 7,991    | 7,937    |
| Fontes: Instituto Nacional de Estatísticas, „citypopulation.de“, „pop-stat.mashke.org“, Bulgarian Academy of Sciences |          |          |          |          |          |          |          |          |          |          |          |          |          |          |          |          |          |          |          |